# 궁전

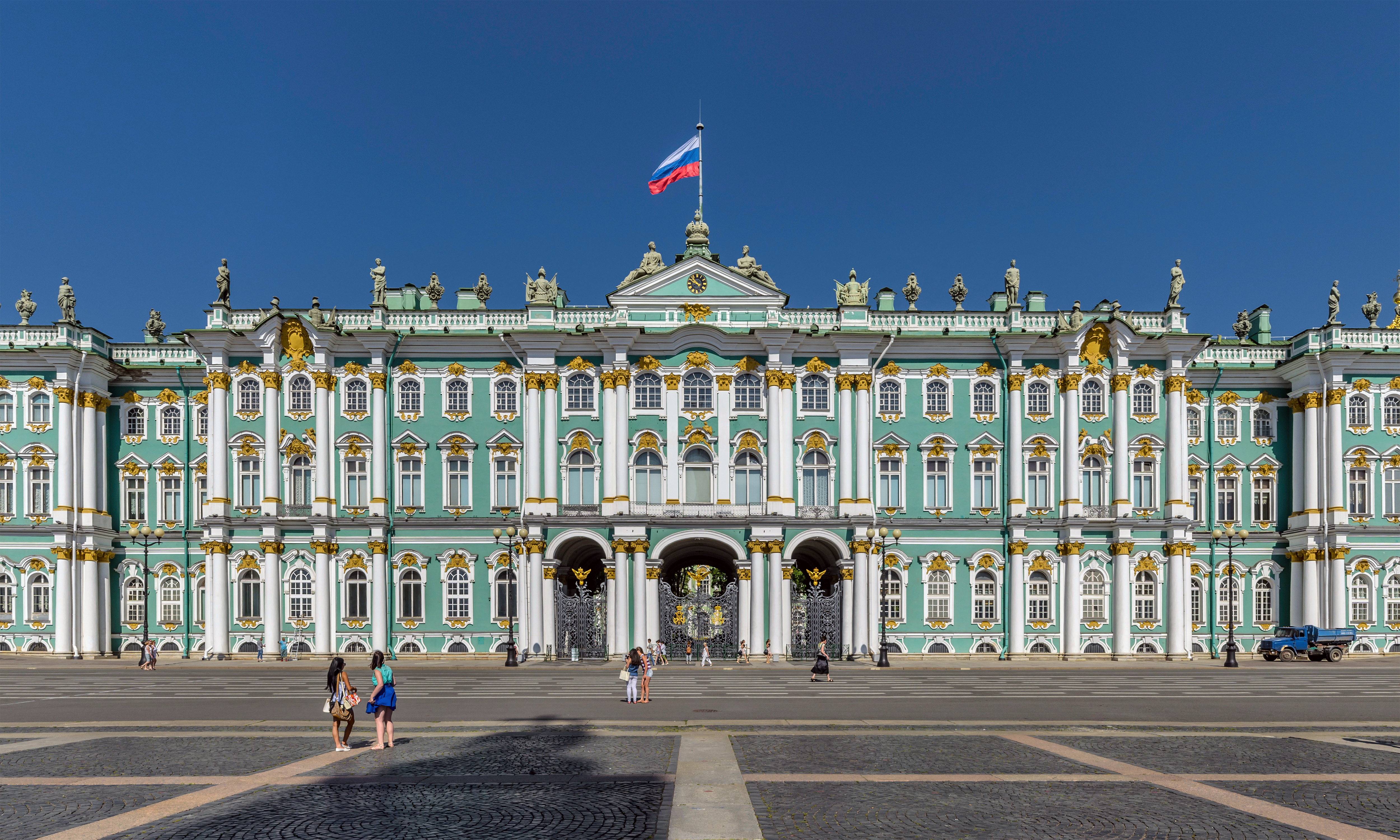
러시아 상트페테르부르크에 있는 황궁인 겨울 궁전은 러시아 황제들의 관저 역할을 했다.

궁전(宮殿, (영어: palace 팔라스[*])은 왕이나 왕족이 일을 보고 생활하던 건축물을 말한다. 궁궐(宮闕), 궁실(宮室), 대궐(大闕), 어궐(御闕), 왕궁(王宮) 등의 이름으로 불리기도 한다.

## 개요
궁전은 때로는 정부 청사나 고위급 간부의 관저로도 쓰인다. 유럽에서는 귀족적 상징으로서 현재까지 많은 관광객을 불러모으는 핵심 요소가 되고 있으며 아시아 건축에서도 궁궐은 빼놓을 수 없는 건축의 핵심이다. 다만 궁궐이란 것은 정부 관저의 의미보다는 고대 혹은 봉건제 왕조가 건축한 양식을 지칭한다고 볼 수 있다. 실제로 현대에 와서 궁전은 각국의 박물관, 호텔 등으로 쓰이고 있다.
동양에서는 궁궐과 궐, 궁, 궁전은 그 의미가 다르다. 궁궐은 “궐”이라고도 부르며, 황제 또는 독립국의 군주가 정무를 보는 정궁을 뜻하며, 그보다 한 단계 격이 낮은 건축물을 “궁”이라고 부른다. 또한 동양에서 궁전은 궁이나 궐 전체보다는 그 안의 전각을 가리키는 명칭이며, 이는 서양에서 일컫는 궁전과는 조금 차이가 있다.

## 아시아

### 한국의 궁궐

#### 조선의 궁궐
조선시대에 궁궐은 임금이 사는 집, 그리고 임금되기 전에 살던 집, 여행갈 때 머물렀던 집을 의미한다. 심지어 죽은 임금을 모신 사당에도 '궁'이라고 부르는 경우도 있다. 조선시대에 임금이 평소에 거주하고 정치행위를 펼친 궁을 정식 궁궐로 볼 수 있는데, 경복궁, 창덕궁, 창경궁, 경희궁, 경운궁(덕수궁) 다섯이 남아있다. 임진왜란을 경계이전에는 경복궁, 창덕궁, 창경궁이 사용되었고, 임진왜란 후에는 창덕궁, 창경궁, 경희궁이 사용되었다. 경운궁은 조선의 궁이기도하고 대한제국의 궁이기도 하다. 조선의 궁궐은 성리학을 기반으로 하는 정치철학을 반영하여 규모가 작고 소박한 편이다. 궁궐이 크고 화려하다는 것은 백성들을 괴롭힌 흔적이기 때문에 바람직하지 않은 것으로 여겼다.

## 유럽

### 이탈리아

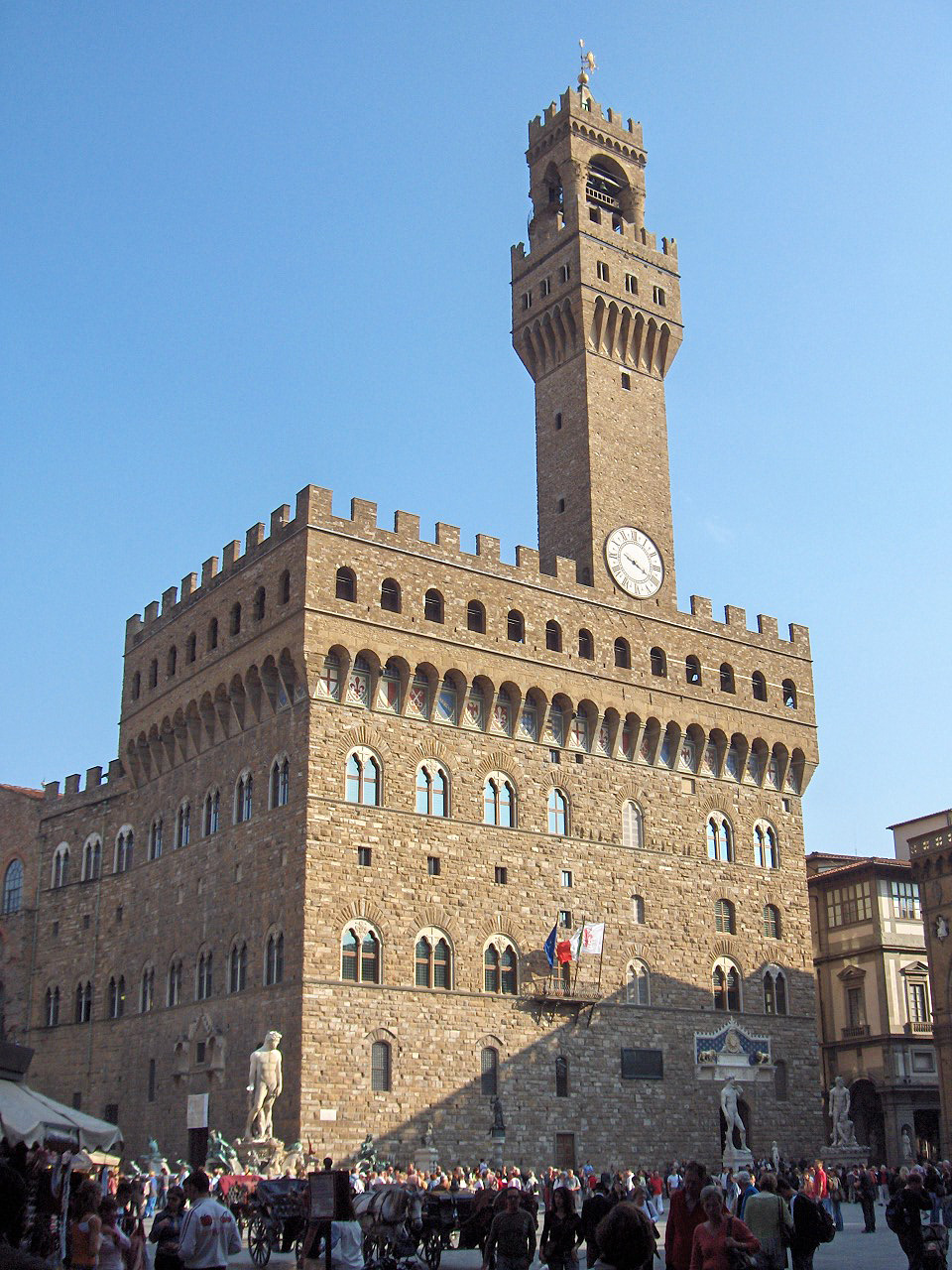
피렌체의 시뇨리아 궁전

이탈리아에서는 대규모 거처로서 지어진 도심 건축물을 팔라초(palazzo)라고 한다. 이 건축물은 보통 빅토리아 시대의 타운하우스보다는 규모가 작다. 팔라초로 여겨지기 위해서는 그 건축물이 전통적 귀족을 위한 것은 필수는 아니었으며, 베네치아에서는 수백 채에 이르는 팔라초들이 모두 베네치아의 부유한 시민 귀족 계층들의 것들이었다. 중세 시대 당시에 이 건축물은 주택뿐만 아니라 창고 및 업무를 보는 장소로 기능했었다. 팔라초의 각 가정에는 모든 그 가정의 일원들이 거주하였으며, 항상 그 웅장한 건축적 외관을 보인 것은 아니었다. 20세기에 들어서서, 이탈리아 내에서 팔라초는 여러 오래된 팔라초들이 아파트 용도로 개조됨에 따라 대형 고급 아파트로서 그 의미가 확장되었다.
로마 가톨릭 주교들의 연립주택은 항상 팔라초였고, 지방의 통치가 이뤄지던 장소 역시도 팔라초라 불리게 되었다. 여러 옛 중심 도시들은 그 지방의 공작이나 영주들의 거처인 공작 궁전의 형태를 띤다. 피렌체 (그 외 다른 강력한 지방 자치 정부가 있었던 곳처럼)에서는, 정부 소재지가 시뇨리아 궁전이었다. 하지만 메디치 가문이 토스카나 대공이 되면서, 권력의 중심지가 메디치의 새로운 거처인 피티 궁전으로 옮겨지게 되었고, 옛 권력의 중심지는 베키오 궁전으로 일컬어졌다.
1층에는 가게들이 있고 위로는 연립주택들이 있는 오늘날의 팔라초는 완전히 이상한 것은 아니었는데 역사적으로, 대가문의 팔라초의 1층 역시도 일반적으로 노역꾼, 교역자, 고객, 대중들에게 개방되어 있는 교역 및 가사가 이뤄지던 장소였으며, 동시에 깔끔하고 가장 뛰어난 공간이 있는 층('피아노 노빌레')는 더 위쪽의 공간과 거주지는 그 가문만을 위한 장소이었고, 이 모든 공간들은 1층보다 깨끗하고 안전한 데라 여겨졌다. 가문의 직원들이 사용하는, 보통 독립되어 있고, 이따끔은 분리되어 계단으로 연결된 수수한 다락방이 있기도 하였다.
이탈리아에서 가장 중요한 팔라초는 로마의 퀴리날레 궁전을 포함하여 카세르타, 나폴리, 팔레르모, 토리노 등지에 위치했다.

## 같이 보기
- 세계의 궁전 목록
- 성 (건축)